# 尼奧爾金科
41°51′S 70°54′W / 41.850°S 70.900°W

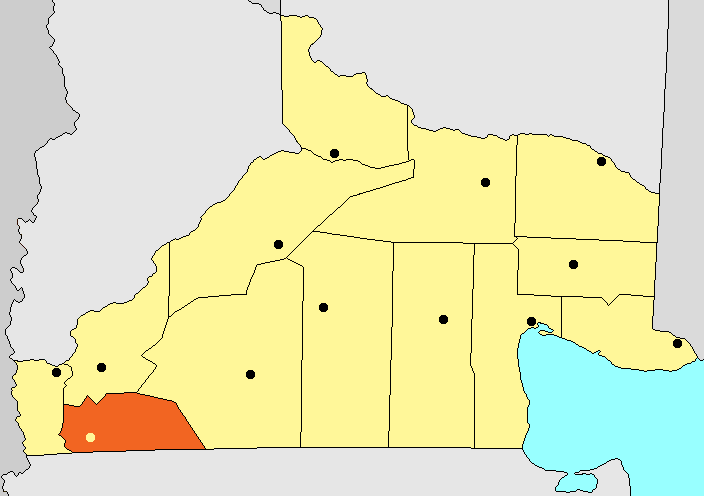

尼奧爾金科（西班牙語：Ñorquincó），是阿根廷的城市，位於該國中部內格羅河省，是尼奧爾金科縣的首府，始建於1901年11月16日，該城市海拔高度1,158米，2001年人口444。